# De zilveren appels
De zilveren appels is een stripverhaal uit de reeks van Suske en Wiske. Het werd in 1981 gemaakt in opdracht  voor Argenta. 
Dit verhaal is nooit uitgebracht in de Vierkleurenreeks en bevat als zodanig dus ook geen albumnummer. Het verhaal kwam vijf jaar later wel uit in de spin-off-reeks Suske en Wiske Extra. In 2022 verscheen het nog eens als kortverhaal, nu met een cover die getekend was door Luc Morjaeu. 

## Personages
- Suske, Wiske met Schanulleke, tante Sidonia, Lambik, Jerom, herder, agent, Argentos (tovenaar), vliegende zwam, Fatti (gebakkraam), Boeboel (drank), Karoo (goktent) en bankpersoneel (waaronder tekenaar Paul Geerts)

## Het verhaal
Tante Sidonia koopt op een rommelmarkt een huifkar en Jerom gaat als paard met de vrienden op een weg met deze wagen. Ze overnachten aan de rand van de verboden zone en horen van een herder dat een boze tovenaar de omgeving onveilig heeft gemaakt. Suske merkt dat Wiske door het hek is gegaan en komt ook in het verboden terrein. Hij ziet een sprekende boom en een vliegende appel, maar dan zien de kinderen Argentos de tovenaar. Hij zegt tegen hen dat ze de zilveren appels met vliegende appels moeten vullen en anders zullen ze gevangengenomen worden door de reuzenmieren. Alle bomen zullen de kinderen in de gaten houden en dan zien de kinderen een vliegende reuzenzwam. De zwam wil met Schanulleke spelen en brengt de kinderen naar een boom met vogelnestjes met appels. Met hulp van de vliegende zwam kunnen Suske en Wiske appels vangen. Door de blaadjes van de appels te trekken voorkomen ze dat ze opnieuw wegvliegen.
De zwam vertelt dat de zilveren appels in de buurt van het zwarte ven zijn en wil Suske en Wiske daar niet heen brengen. Suske en Wiske ontmoeten Fatti in een kraam met gebakjes, ze vertelt dat de kinderen met appels mogen betalen. Suske voorkomt dat Wiske appels aan de vrouw geeft en als ze zeggen dat ze dorst hebben verschijnt een dienblad met drinken. Boeboel vertelt dat ze eerst moeten betalen met appels voordat ze mogen drinken en Wiske betaalt haar. Suske wordt kwaad en vertrekt alleen en ziet een derde kraam met vogelkooien vol vliegende appels en een reuzen-pitjesbak. Karoo daagt Wiske uit te gokken en Suske probeert dit te verhinderen, maar hij wordt neergeslagen door Karoo. Wiske verliest al haar appels en komt met een lege mand aan bij de zilveren appels. Na meerdere tochten heeft Suske zijn appel gevuld, maar die van Wiske blijft leeg.
Argentos verschijnt en zegt Wiske dat ze alles heeft verspild, ze vliegt met de appel naar het ven en wordt daarin gegooid. Jerom redt Wiske van een reuzensnoek en Argentos vertelt dat hij dit alles al heeft voorzien. Hij wilde Wiske een les leren over sparen en laat de betoverde zone nu verdwijnen. Als de vrienden weer bij de huifkar komen is de zone veranderd in een mooie omgeving vol dieren. Na een tocht van enkele dagen komen ze weer bij het huis van tante Sidonia aan en Wiske gaat met haar spaarpot naar de bank. Suske voorkomt dat ze een snoepwinkel binnenkomt. Wiske krijgt van de bank een appeltje voor de dorst voor het openen van een spaarrekening.